# Trix van Hoof
Trix van Hoof nizozemska je likovna umjetnica i fotografkinja, poznata po šarenim cvjetnim kolažima.
Osim u rodnoj Nizozemskoj, gdje drži cvjećarnicu, posjeduje kuću u Mimicama pokraj Trogira, u kojem je održavala izložbe 2014. (Živog je ples duša) i 2017. (Ni jedan čovjek nije sam... tu je i cvijet) u Muzeju grada Trogira.
Svoje kolaže izrađuje oblikovanjem cvjetova od hrvatskih novinskih tiskovina, spajanjem i nanošenjem živih, razdraganih boja punih pigmenta i sjaja po uzoru na Van Gogha.